# لوكاس نوغويرا باز
لوكاس نوغويرا باز (بالإسبانية: Lucas Noguera Paz) هو لاعب اتحاد الرغبي أرجنتيني، ولد في 5 أكتوبر 1993 في سان ميغيل دي توكومان في الأرجنتين.

## وصلات خارجية
- لوكاس نوغويرا باز على موقع دوري الرغبي الممتاز (الإنجليزية)
- لوكاس نوغويرا باز عل موقع إسبنسكروم (الإنجليزية)
- لوكاس نوغويرا باز على موقع ItsRugby.co.uk (الإنجليزية)